# Ulrich Vinzents
Ulrich Vinzents (* 4. November 1976 in Ringsted) ist ein dänischer ehemaliger Fußballspieler. Der Abwehrspieler, der für mehrere dänische Juniorennationalmannschaften auflief, gewann mit dem schwedischen Klub Malmö FF 2010 den Meistertitel.

## Werdegang

### Karrierestart
Vinzents begann mit dem Fußballspielen bei Ringsted IF. Von dort wechselte er in die Jugend des Køge BK, wo er den Verantwortlichen der Dansk Boldspil Union, die ihn in die Juniorennationalmannschaften des Verbandes beriefen. Am 14. April 1992 debütierte er im Rahmen eines Nachwuchsturniers in Graz, als er an der Seite der späteren Profispieler Jon Dahl Tomasson, Allan Kierstein Jepsen und David Nielsen auflief, beim 6:0-Erfolg über die österreichische Nachwuchsnationalmannschaft im Nationaljersey.
Später wechselte Vinzents in die Jugendabteilung des Lyngby FC. Im November 1994 kam er für den Klub zu seinem Debüt in der Superliga, als er beim 2:0-Erfolg über Ikast FS in der Startelf stand. Anschließend kehrte er am 22. Februar 1995 bei einem 6:5-Erfolg gegen die englische Nachwuchsmannschaft in die Verbandsmannschaften zurück und lief erstmals in der U-19-Landesauswahl auf. Er konnte sich zunächst nicht in der Mannschaft halten, kehrte aber im Herbst ins Auswahltrikot zurück. Nachdem Vinzents in der ersten Saisonhälfte der Erstliga-Spielzeit 1995/96 nicht zum Einsatz gekommen war, wechselte er zum Zweitligisten Køge BK. Parallel hielt er sich im Kader der dänischen U-21-Auswahl, kam aber nur unregelmäßig zum Einsatz.

### In der Superliga
1998 kehrte Vinzents zum Lyngby FC in die erste Liga zurück und schaffte ab November den Sprung in die Stammformation. An der Seite von Martin Birn, Rasmus Marvits und Morten Petersen erreichte er mit der Mannschaft in seinem ersten Jahr nach der Rückkehr den vierten Tabellenplatz. In den folgenden Jahren rutschte er mit dem Klub jedoch immer weiter ab und im Laufe der Spielzeit 2001/02 musste der Verein Konkurs anmelden.
Nachdem Vinzents nach dem Konkursantrag nicht mehr für den mittlerweile in Lyngby BK umbenannten Klub aufgelaufen war, wechselte er im Sommer zusammen mit Birn innerhalb der Superliga zu Farum BK. Dort spielten die beiden an der Seite von Jacob Gregersen, Martin Borre und David Rasmussen um die Qualifikation für den UEFA-Pokal, die als Tabellendritter hinter dem Meister FC Kopenhagen und Brøndby IF erreicht wurde. Zum Saisonende schloss sich der Klub mit anderen Vereinen zusammen, um den FC Nordsjælland zu gründen. Auch hier gehörte Vinzents zum Stammpersonal, schied jedoch mit dem Klub in der ersten Runde des UEFA-Pokal 2003/04 nach zwei Niederlagen gegen Panionios Athen aus. Im Laufe der Spielzeit spielte er sich in den Kader einer inoffiziellen Landesauswahl, die sich aus Superliga-Spielern zusammensetzte, und lief im Januar 2004 in zwei Länderspielen gegen eine US-Auswahl sowie einem Spiel gegen CD Águila auf.
Im Sommer 2004 wechselte Vinzents ablösefrei zum Ligarivalen Odense BK. In der Spielzeit 2004/05 gehörte er zu den Dauerbrennern des Klubs und lief in allen 33 Saisonspielen auf. Mit der vom Trainerduo Troels Bech und Klavs Rasmussen betreuten Mannschaft und Spieler wie Steffen Højer, Mwape Miti und Søren Berg erreichte er den sechsten Tabellenplatz. Auch im folgenden Jahr war er bis zur Winterpause Stammspieler und bestritt alle 20 Ligapartien.

### Wechsel nach Schweden
Zum 31. Januar 2006 wechselte Vinzents, dessen Vertrag bei Odense BK im Sommer des Jahres ausgelaufen wäre, zum schwedischen Traditionsverein Malmö FF. In der Mannschaft um Jari Litmanen, Niklas Skoog, Jon Inge Høiland und Yksel Osmanovski etablierte er sich auf Anhieb als Stammkraft und verpasste in der Spielzeit 2006 keine Spielminute. Auch in den folgenden Jahren gehörte er zu den regelmäßig eingesetzten Spielern und verpasste kaum einen Ligaeinsatz. Daher entschied sich die Klubführung im August 2008 zu einem neuen Vertragsangebot, dass der Abwehrspieler annahm und sich bis 2011 an den Klub band. Am 31. August 2009 bestritt er beim 0:0-Unentschieden gegen Helsingborgs IF sein 100. Ligaspiel für den Klub. Hatte er an der Seite von Edward Ofere, Wilton Figueiredo und Daniel Larsson am Ende der Spielzeit 2009 einen Mittelfeldplatz in der Allsvenskan belegt, setzte sich die Mannschaft in der folgenden Spielzeit in der Spitzengruppe fest. Im bis zum letzten Spieltag andauernden Duell mit Helsingborgs IF setzte sich der Klub letztlich durch, so dass Vinzents mit dem Gewinn des Lennart-Johansson-Pokals den ersten Titel seiner Karriere holte. In der UEFA Champions League 2011/12 erreichte er mit der Mannschaft die letzte Play-off-Runde, verpasste aber gegen Dinamo Zagreb den Einzug in die Gruppenphase. In der UEFA Europa League 2011/12 scheiterte er mit dem Klub frühzeitig und verpasste am Ende der Spielzeit 2011 als Tabellenvierter den erneuten Einzug in den Europapokal. Dennoch nutzte der Verein im Sommer eine Klausel im Vertrag und verlängerte um ein weiteres Jahr.
Nach Ende der Spielzeit 2012 beendete Vinzents seine Profi-Laufbahn und kehrte nach Dänemark zurück. Dort trat er drei Jahre für seinen Heimatklub Ringsted IF gegen den Ball, ehe er sich 2016 dem Projekt FC Græsrødderne anschloss. Bei dem von ehemaligen Profis geführten Amateurverein lief er an der Seite von unter anderem Jesper Grønkjær, Carsten Fredgaard, Dennis Cagara, Patrik Wozniacki, Mads Laudrup, Morten Karlsen und Poul Hübertz auf.